# Avenue de Ségur
L’avenue de Ségur est une avenue des 7e et 15e arrondissements de Paris. Elle célèbre la mémoire de Philippe Henri de Ségur, secrétaire d'État à la Guerre de Louis XVI de 1780 à 1787, maréchal de France.

## Situation et accès
L'avenue de Ségur est une voie publique située dans le 7e et 15e arrondissements de Paris. Elle débute au 7, place Vauban (aux abords de l'hôtel des Invalides) et se termine au 29, boulevard Garibaldi.
Elle croise l'avenue Duquesne et la rue d'Estrées au niveau de la place Pierre-Laroque, l'avenue de Saxe et l'avenue de Suffren.
La rue Bixio, la villa de Ségur, la rue José-Maria-de-Heredia et la rue Chasseloup-Laubat commencent ou aboutissent avenue de Ségur.

## Origine du nom

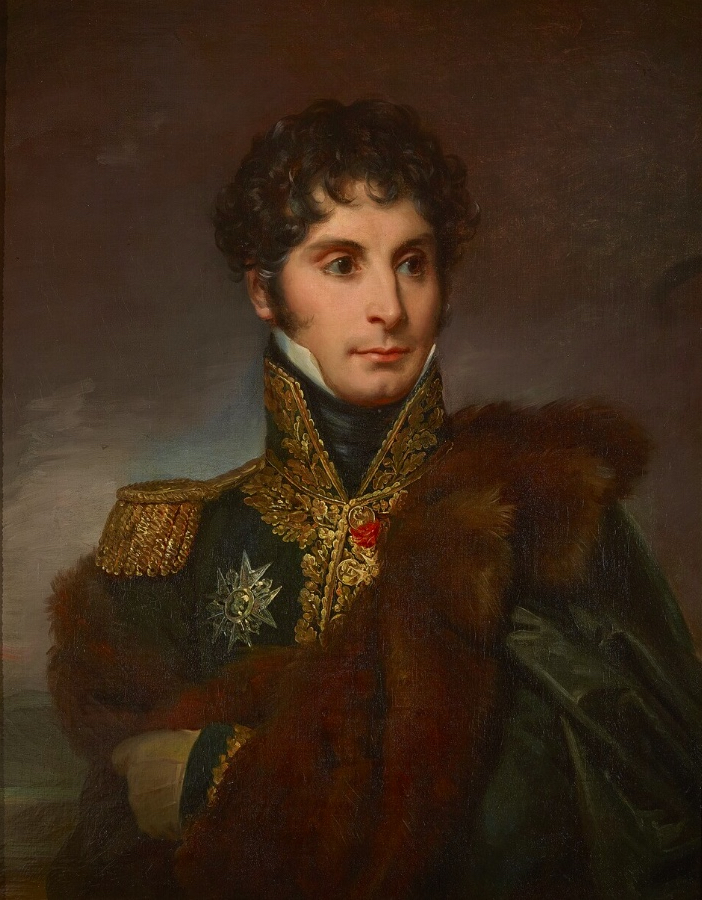
Philippe de Ségur.

Cette voie rend hommage au maréchal de France Philippe de Ségur (1780-1873).

## Historique
L'avenue de Ségur se décompose en deux parties :
- entre la place Vauban et l'avenue de Saxe : avenue ouverte vers 1780 sous le nom « avenue Guibert ». Elle était propriété de l'État avant la cession à la ville de Paris en 1853[2]. Ce tronçon prend le nom d'« avenue de Ségur » le 15 mars 1883 ;
- entre l'avenue de Saxe et le boulevard Garibaldi : ouverte par décret du 31 juillet 1867 sous le nom « avenue de Ségur ».

## Bâtiments remarquables et lieux de mémoire
- No 4 : immeuble dont la plupart des appartements appartiennent à la famille van der Cruisse de Waziers et par alliance à la famille de Boissard notamment.
- No 8 : ministère des Affaires sociales et de la Santé.
- No 20 :  ensemble Fontenoy-Ségur, un ensemble de deux immeubles Art déco, qui abritait les ministères des PTT et de la Marine. Depuis 2017, l'ensemble abrite les services du Premier ministre, la Commission d'accès aux documents administratifs, la Commission nationale de l'informatique et des libertés, le Défenseur des droits, le Secrétariat général de la mer et le Commissariat général à l'égalité des territoires[3],[4]. Depuis 2018 s'y trouve la Commission nationale consultative des droits de l'homme. Siège également de France Stratégie et du Service d'information du gouvernement (SIG).
- No 27 : siège de l'Alliance israélite universelle depuis 2016.
- No 50 : façade avec motifs Art nouveau.
- No 59 : à cette adresse se trouvait, de janvier à juin 2012, le QG de campagne de François Hollande pour la présidentielle 2012[5].
- No 65 : ancien hôtel particulier de style néo-classique construit en 1910 par l’architecte Georges Vaudoyer[6].
- No 69 : l'écrivain et journaliste français Gabriel Reuillard (1885-1973) y a habité dans les années 1930.
- No 77 : Caisse autonome nationale de la sécurité sociale dans les mines. Le bâtiment, situé à l'angle de l'avenue de Suffren, a été construit en 1922 par les architectes Davidson et René Patouillard-Demoriane. En ferronnerie, la porte principale est ornée d'un médaillon figurant un mineur, surmontée d'une sculpture d'un mineur. Initialement de trois étages, il est surélevé de trois autres en 1948[7].
- L'avenue longe la maison de l'UNESCO.

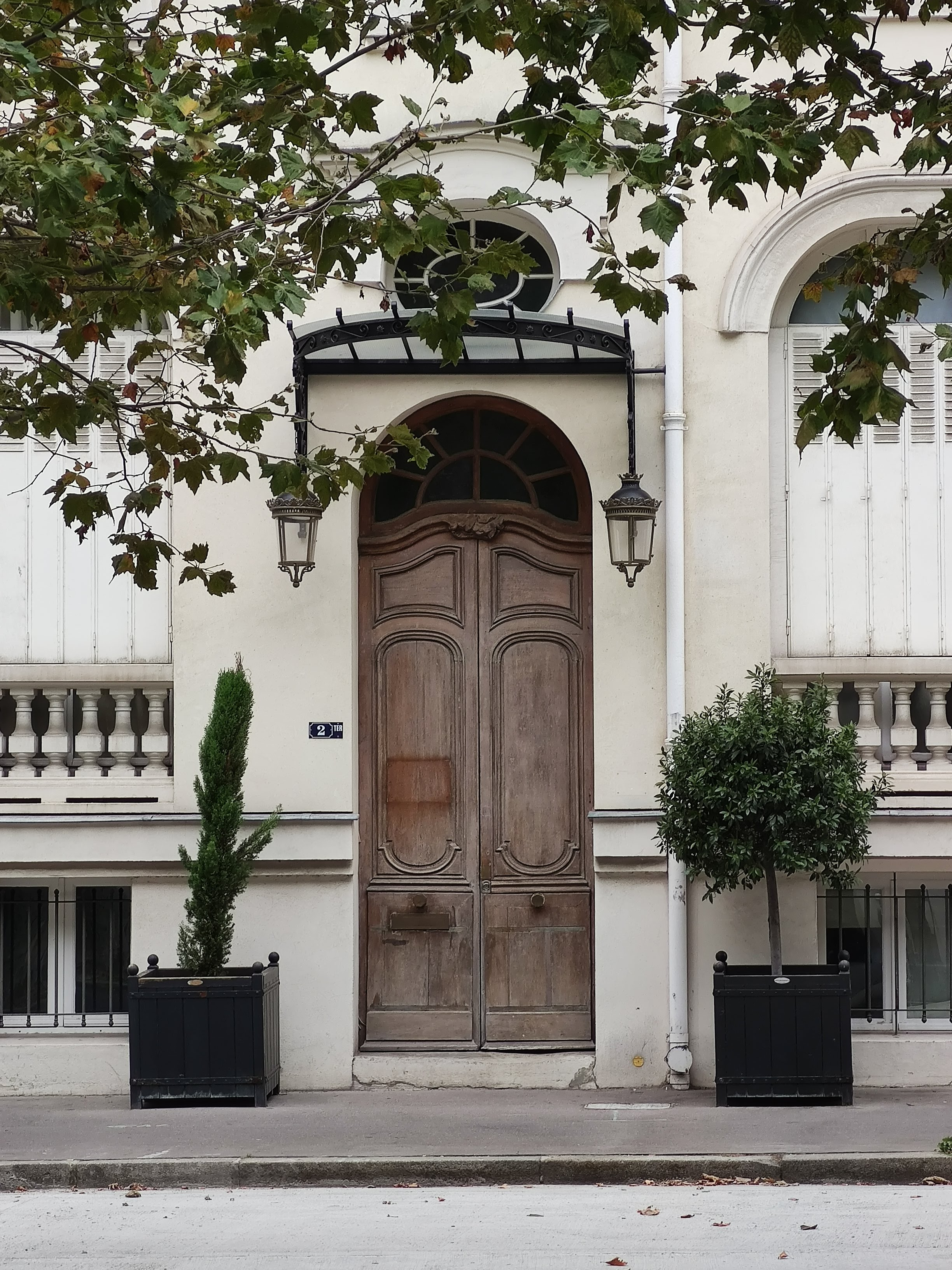
No 2 ter : entrée.
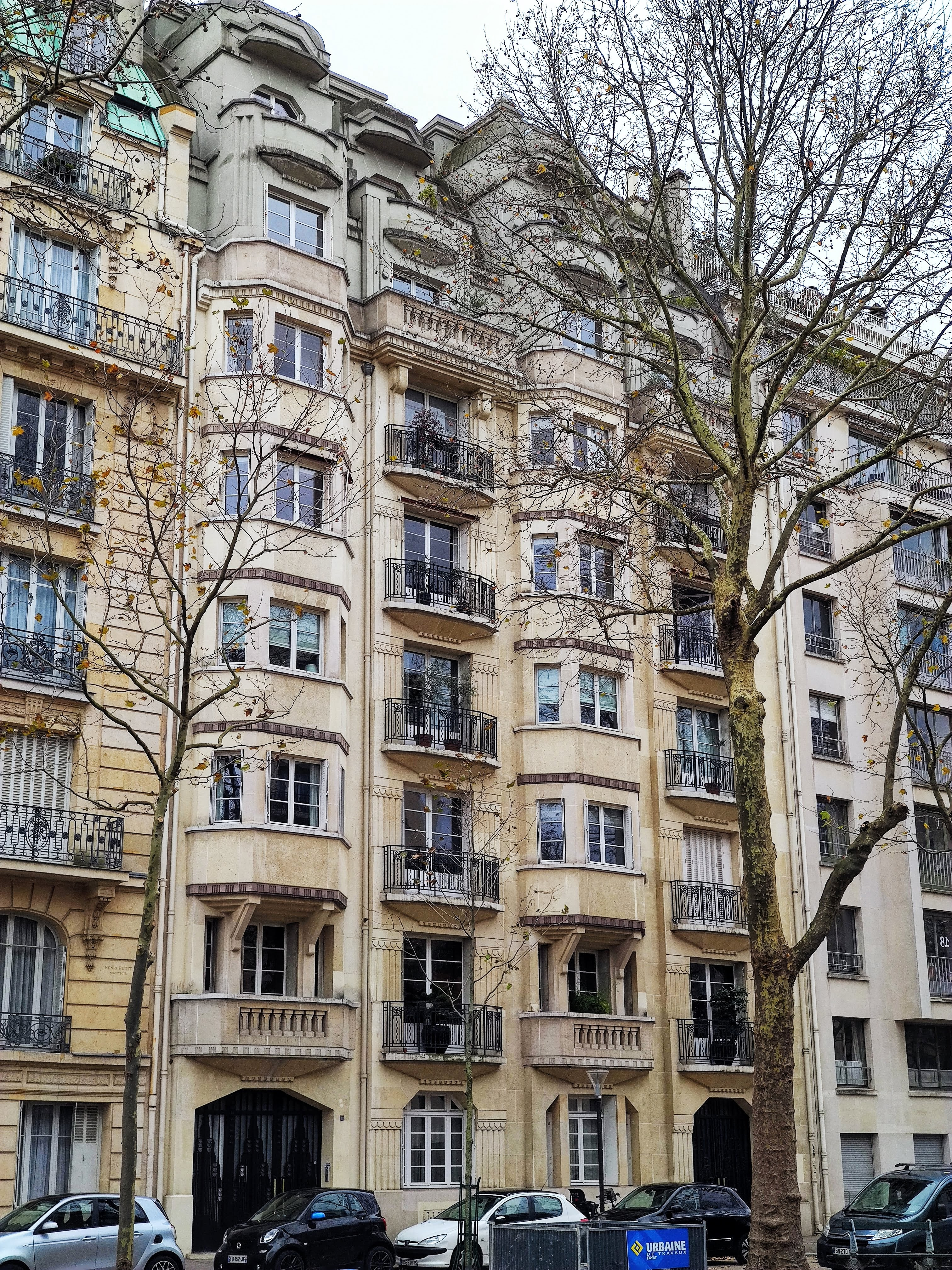
Nos 7-9.
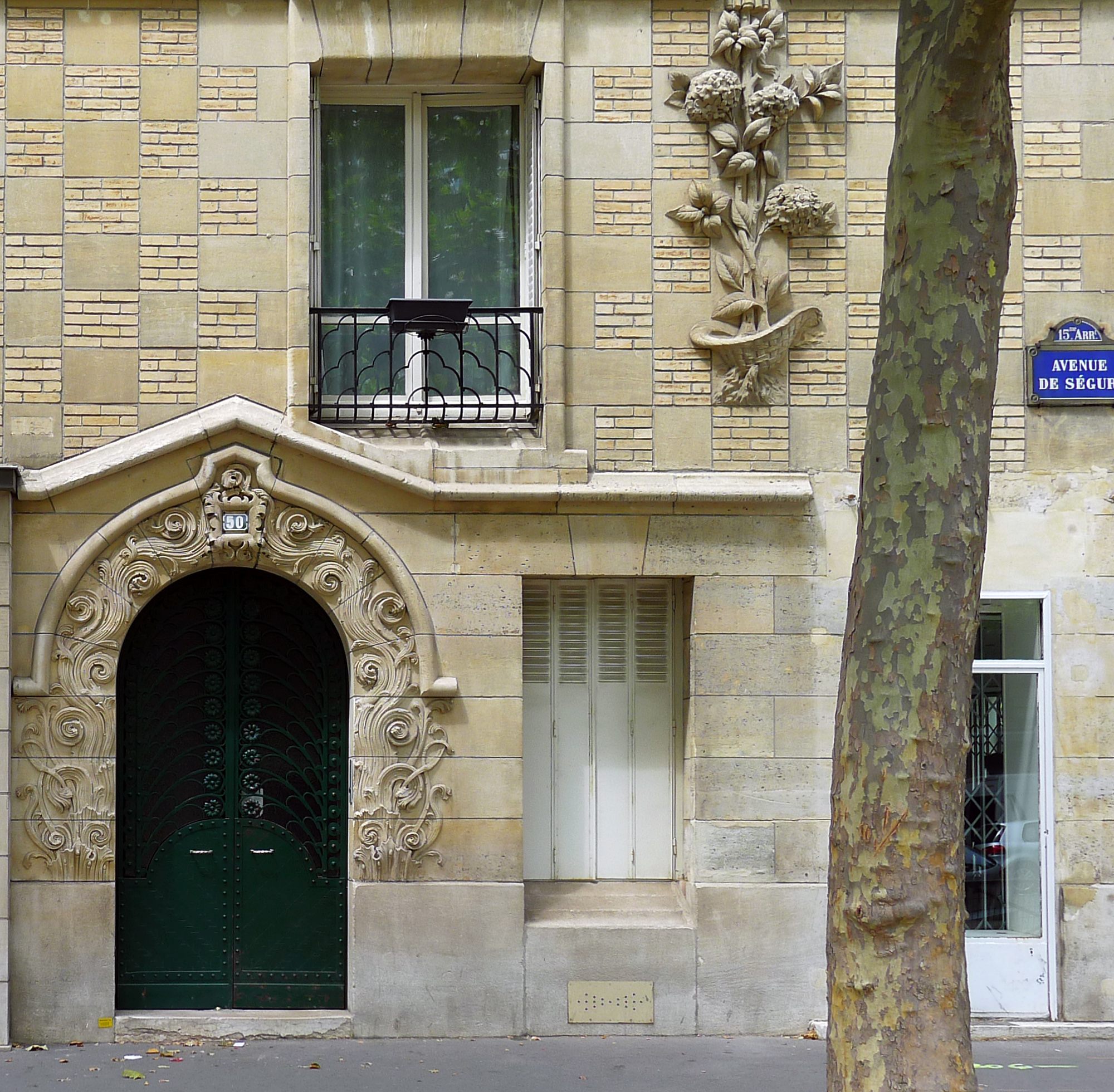
No 50 (façade) : motifs Art nouveau.
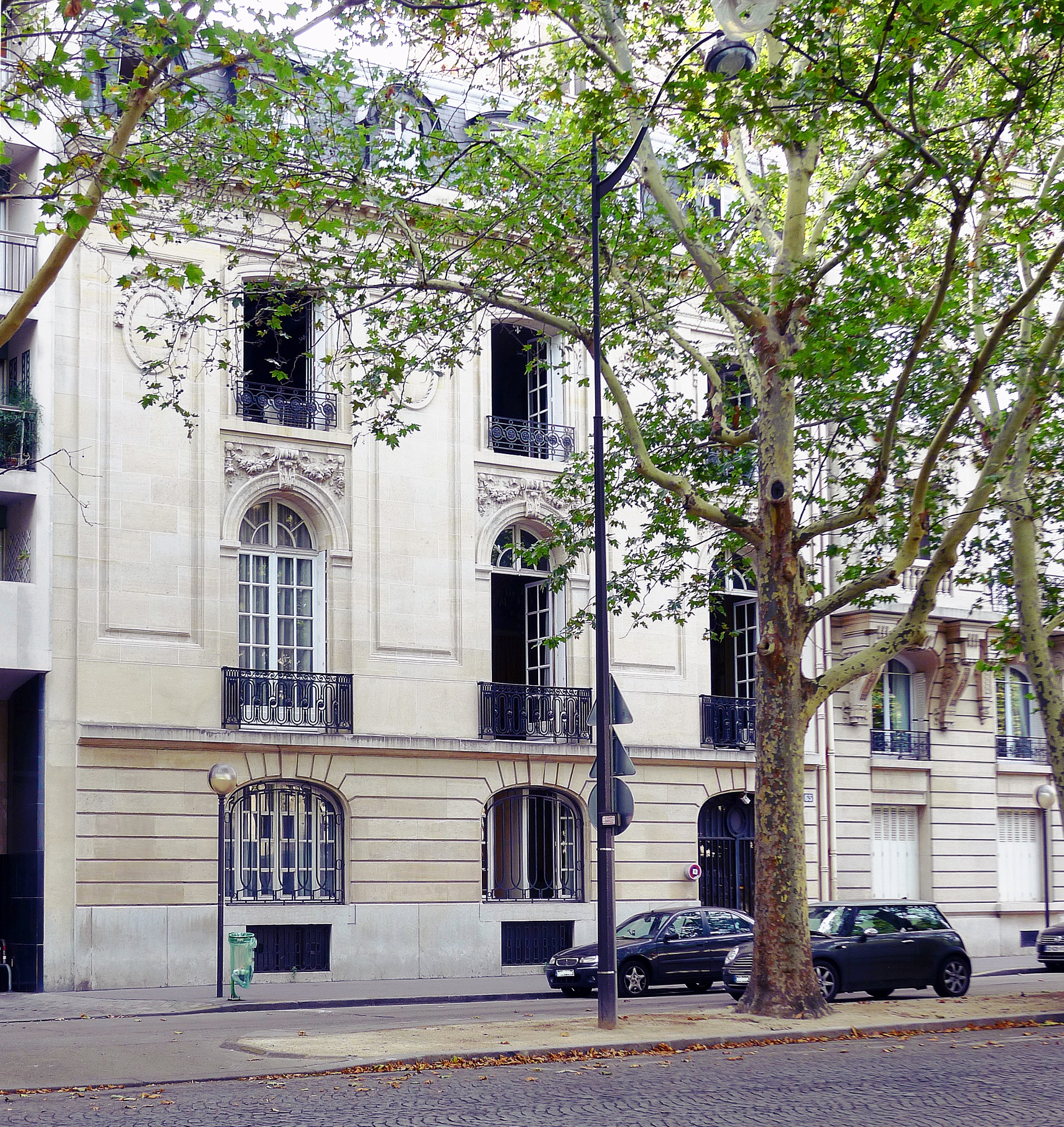
No 65.
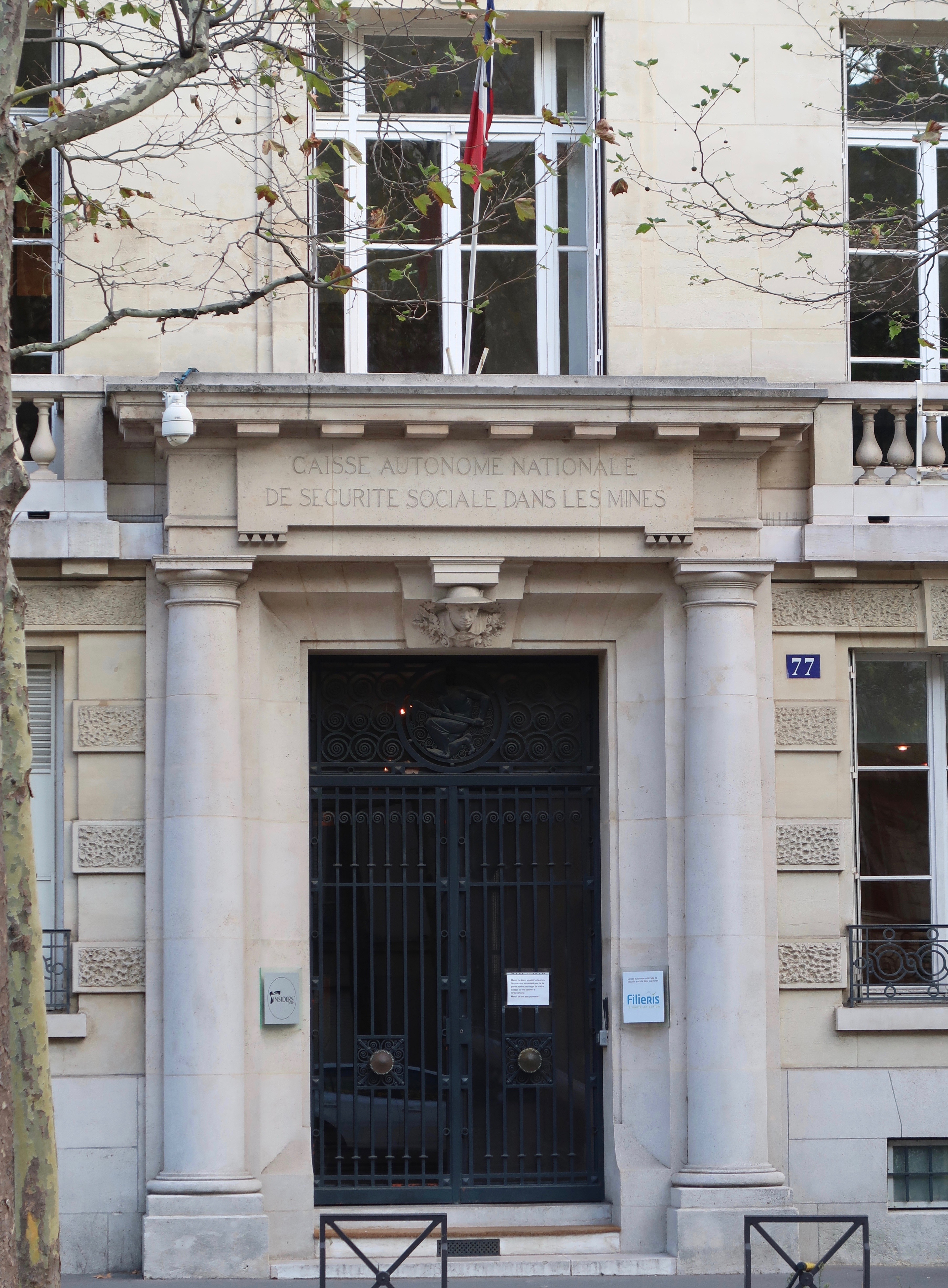
No 77.
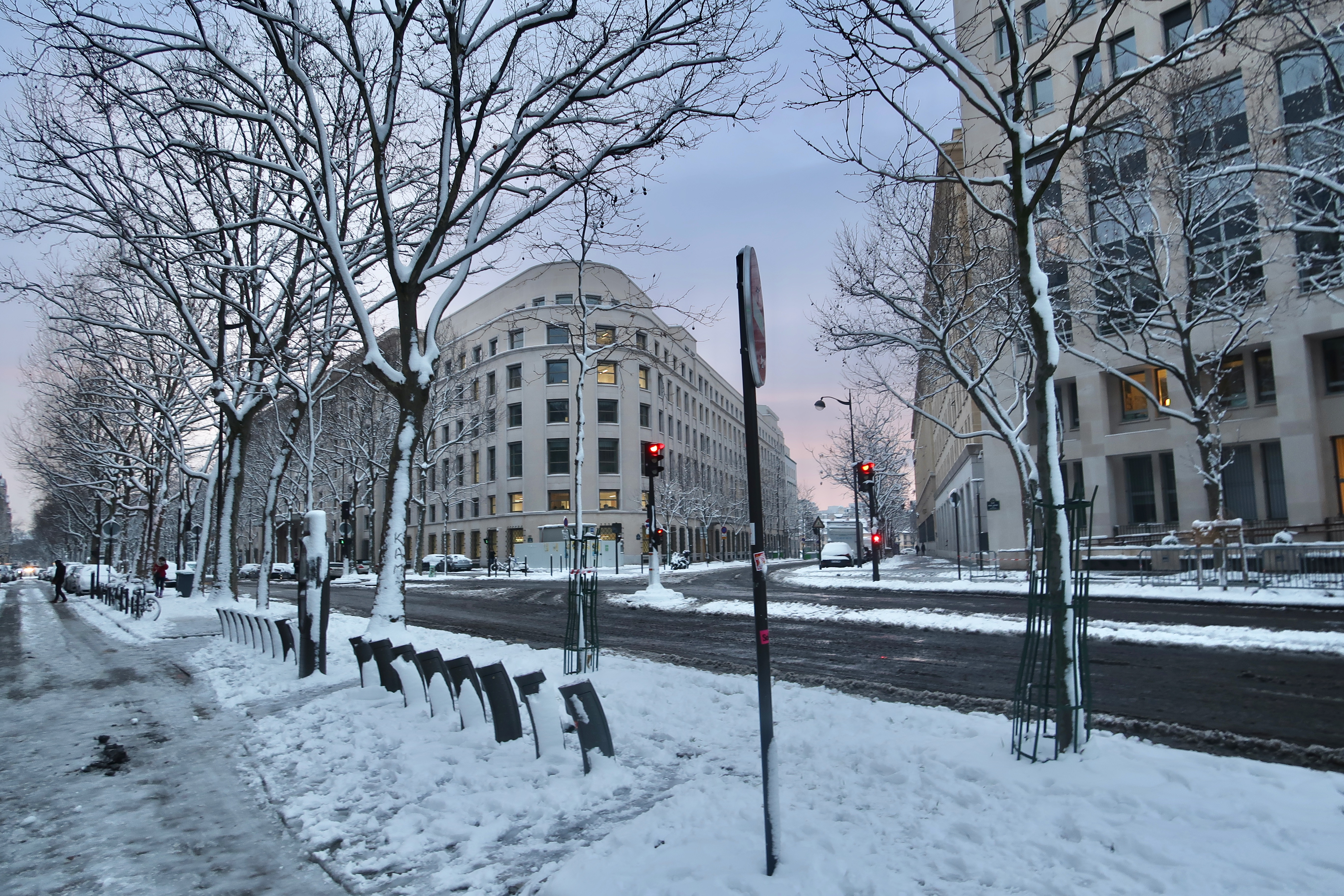
Sous la neige.